# Kartuzy (gemeente)
De gemeente Kartuzy is een stad- en landgemeente in het Poolse woiwodschap Pommeren, in powiat Kartuski.
De gemeente bestaat uit 26 administratieve plaatsen solectwo : Bącz, Borowo, Brodnica Dolna, Brodnica Górna, Burchardztwo, Dzierżążno, Głusino, Grzybno, Kaliska, Kiełpino, Kolonia, Kosy, Łapalice, Mezowo, Mirachowo, Nowa Huta, Pikarnia, Pomieczyńska Huta, Prokowo, Ręboszewo, Sianowo, Sianowska Huta, Sitno, Smętowo Chmieleńskie, Staniszewo, Stara Huta
De zetel van de gemeente is in Kartuzy.
Op 30 juni 2004 telde de gemeente 30 850 inwoners.

## Oppervlakte gegevens
In 2002 bedroeg de totale oppervlakte van gemeente Kartuzy 205,28 km², waarvan:
- agrarisch gebied: 42%
- bossen: 46%

De gemeente beslaat 18,33% van de totale oppervlakte van de powiat.

## Demografie
Stand op 30 juni 2004:
| Omschrijving                   | Totaal | Totaal | Vrouwen | Vrouwen | Mannen | Mannen |
| ------------------------------ | ------ | ------ | ------- | ------- | ------ | ------ |
| eenheid                        | aantal | %      | aantal  | %       | aantal | %      |
| inwoners                       | 30 850 | 100    | 15 667  | 50,8    | 15 183 | 49,2   |
| bevolkingsdichtheid (inw./km²) | 150,3  | 150,3  | 76,3    | 76,3    | 74     | 74     |

In 2002 bedroeg het gemiddelde inkomen per inwoner 1332,78 zł.

## Plaatsen zonder de statussołectwo
Bernardówka, Borowiec, Bór-Okola, Bukowa Góra, Bylowo-Leśnictwo, Chojna, Cieszonko, Dzierżążno-Leśnictwo, Grzebieniec, Grzybno Górne, Kamienna Góra, Kalka, Kamionka Brodnicka, Kępa, Kozłowy Staw, Krzewino, Lesińce, Leszno, Melgrowa Góra, Młyńsko, Mokre Łąki, Nowinki, Nowiny, Olszowe Błoto, Ostowo, Pieczyska, Prokowskie Chrósty, Przybród, Przytoki, Raj, Sarnowo, Sarnówko, Sianowo Leśne, Smętowo Leśne, Smolne Błoto, Stążki, Strysza Buda, Sytna Góra, Szade Góry, Szklana Huta, Szotowo, Ucisko, Złota Góra.

## Aangrenzende gemeenten
Chmielno, Linia, Przodkowo, Sierakowice, Somonino, Stężyca, Szemud, Żukowo